# Калабрезе (Бриндизи)
Калабрезе (итал. Calabrese) је насеље у Италији у округу Бриндизи, региону Апулија.
Према процени из 2011. у насељу је живело 78 становника. Насеље се налази на надморској висини од 345 м.